# Kay Granger
Kay Granger (Greenville, 18 gennaio 1943) è una politica statunitense, membro della Camera dei Rappresentanti per lo stato del Texas dal 1997 al 2025.
È contraria all'aborto e alle unioni gay.